# Psammogobius knysnaensis
Psammogobius knysnaensis  é uma espécie de peixe da família Gobiidae e da ordem Perciformes.

## Morfologia
- Os machos podem atingir 7 cm de comprimento total.[5][6]

## Habitat
É um peixe de clima subtropical e demersal.

## Distribuição geográfica
É encontrado em: África do Sul.

## Observações
É inofensivo para os humanos.